# Nochern
Nochern település Németországban, Rajna-vidék-Pfalz tartományban. Lakosainak száma 479 fő (2023. december 31.).

## Népesség
A település népességének változása:
| Lakosok száma | 494  | 507  | 500  | 495  | 490  | 479  |
|               | 1975 | 2017 | 2019 | 2021 | 2022 | 2023 |